# Mölbling
Mölbling est une commune autrichienne du district de Sankt Veit an der Glan, dans le Land de Carinthie.

## Géographie
Le territoire communal s'ètend dans la vallée de la rivière Gurk, dans les Alpes de Gurktal. Mölbling se trouve à 27 kilomètres au nord-est de Klagenfurt, la capitale de Carinthie.

## Histoire
L'église paroissiale au village de Sankt Stefan (Saint-Étienne) fut évoquée pour la première fois en 1131 ; l'église de Meiselding est citée en 1216. 

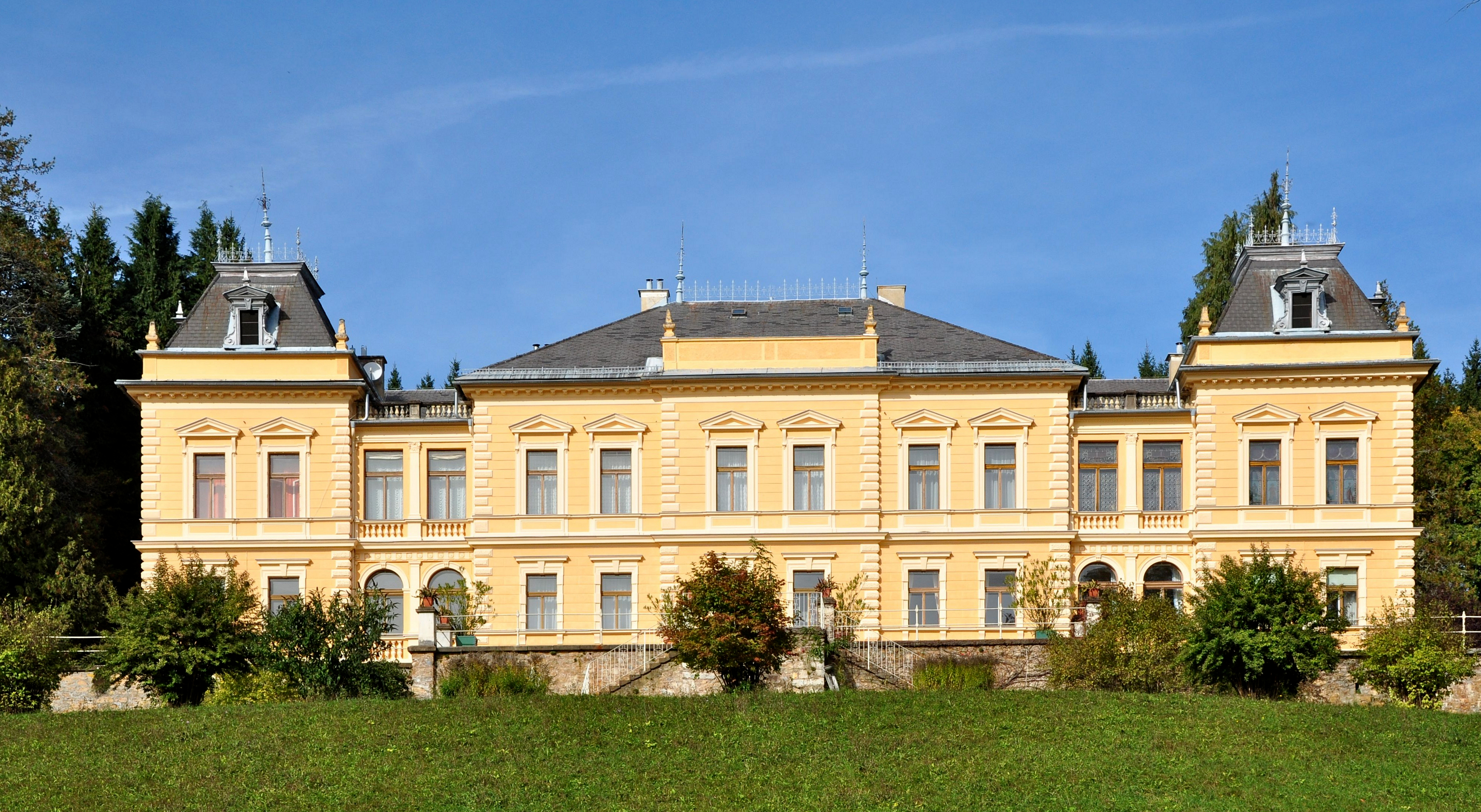
Le château de Welsbach.

Au XIIIe siècle le château de Rastenfeld est construit près du village de Meiselding ; mentionné pour la première fois en 1241, il a été acquis par les évêques de Gurk en 1469. Les droits de la propriété sont confirmés par l'empereur Frédéric III en 1478. Au XIXe siècle, Rastenfeld a appartenu à la chanteuse Marie Geistinger qui le vendait à l'industriel Carl Auer von Welsbach en 1893. Plus au nord de celui-ci, Auer fit construire sa résidence, le château de Welsbach achevé en 1900.